# Diego Astorga Céspedes
Diego kardinal Astorga Céspedes, španski rimskokatoliški duhovnik, škof in kardinal, * 1664, Gibraltar, † 9. februar 1734.

## Življenjepis
30. marca 1716 je bil imenovan za škofa Barcelone in 14. junija istega leta je prejel škofovsko posvečenje.
22. julija 1720 je bil imenovan za nadškofa Toleda.
26. novembra 1727 je bil povzdignjen v kardinala.